# Nguyễn Văn Nghị (họa sĩ)
Nguyễn Văn Nghị là giảng viên- họa sĩ tạo hình người Việt Nam. Ông sinh ra và lớn lên ở Ứng Hòa, Hà Tây (từ năm 2008 thuộc về Hà Nội mở rộng), sau học tập, giảng dạy và làm việc ở Hà Nội.

## Sự nghiệp
Năm 1975, Nguyễn Văn Nghị đỗ Đại học Mỹ thuật Việt Nam và đỗ Thủ khoa Đại học Mỹ thuật Công nghiệp Hà Nội. Ông bắt đầu học tại Đại học Mỹ thuật Công nghiệp Hà Nội từ năm 1975.Đến năm 1979, ông chính thức trở thành Giảng viên khoa Cơ bản (sau đổi tên thành khoa Mỹ thuật cơ sở)- Đại học Mỹ thuật Công nghiệp Hà Nội. Từ năm 1979 đến nay, ông tham gia giảng dạy tại nhiều trường đại học lớn ở Việt Nam: Giảng viên Cơ hữu khoa Mỹ thuật cơ sở- Đại học Mỹ thuật Công nghiệp Hà Nội, tham gia giảng dạy tại Khoa Mỹ thuật Công nghiệp- Đại học Tổng hợp Tp. HCM (1986), Khoa mỹ thuật Công nghiệp Đại học Nguyễn Trãi, Đại học Lâm Nghiệp, Đại học Hòa Bình, Đại học Kinh doanh & Công nghệ Hà Nội. Ông còn là một trong những người đầu tiên thành lập khoa Mỹ thuật Công nghiệp- Viện Đại học Mở Hà Nội.
Ngoài tham gia giảng dạy tại các trường Đại học, Nguyễn Văn Nghị còn là một họa sĩ nổi tiếng trong giới hội họa Việt Nam. Ông là Hội viên Hội Mỹ thuật Hà Nội từ năm 1971, Hội viên Hội Mỹ thuật Việt Nam (1982), Hội viên Hiệp hội Unesco Thành phố Hà Nội (2015). Ông tham gia rất nhiều triển lãm về hội họa lớn nhỏ và để lại nhiều tác phẩm nổi tiếng. Ông được giới chuyên môn đánh giá là một họa sĩ có một phong cách vững vàng, độc đáo và riêng biệt, thể hiện ở bút pháp, thẩm mỹ chắc chắn về màu, về bố cục và những góc nhìn mới lạ trong cách tiếp cận các đề tài cũng như cách thể hiện đề tài. Dù ở đề tài lao động sản xuất, chiến tranh cách mạng hay các đề tài mang tính thời đại, biểu hiện cá nhân..., Nguyễn Văn Nghị cũng đánh dấu mình ở một cách sử dụng ngôn ngữ nghệ thuật riêng, đầy chủ động, khảng khái, phóng khoáng và mạnh mẽ. Ông được ca ngợi là một trong số những họa sĩ có thẩm mỹ về hình họa, màu sắc và bố cục vững vàng nhất trong giới Mỹ thuật Việt Nam. Một số tác phẩm của ông ("Mẹ con"- Sơn dầu, "Văn Miếu"- Bột màu, "Gieo gió gặp bão", "Tình quân dân".... được lưu giữ trong các bảo tàng và được các giải thưởng lớn nhỏ trong và ngoài nước.

## Tác phẩm tiêu biểu
- "Văn Miếu"- Bột màu- 1975- Bảo tàng Mỹ thuật Việt Nam
- "Mẹ con"- Sơn dầu- 1985- Bảo tàng Mỹ thuật Việt Nam
- "Dũng sĩ diệt bành trướng"- Ký họa- Bảo tàng cách mạng Việt Nam
- "Gieo gió gặp bão"- 2015- Tác phẩm được lưu trữ trong bộ sưu tập mỹ thuật của Hội mỹ thuật Việt Nam- Triển lãm mỹ thuật Việt Nam 2015
- "Lão dân quân vùng biển"- Bảo tàng Lịch sử quân sự Việt Nam
- "Tình quân dân"- Bảo tàng chiến thắng Điện Biên Phủ
- "Trong giờ sản xuất"- Sơn dầu- 2002- Tặng thưởng Công đoàn Công nghiệp Việt Nam
- "Tình quân dân"- 2005- Triển lãm mỹ thuật Việt Nam 2005
- "Lão dân quân miền biển"- Sơn dầu- 1999- Triển lãm toàn quốc đề tài "Chiến tranh cách mạng và lực lượng vũ trang nhân dân"
- "Tình mẹ", "Nhịp biển", "Tổ sửa máy nhiệt điện Phả lại" -Triển lãm mỹ thuật Việt Nam 1990
- "Ca sĩ nhạc Rock"- Triển lãm "Hội họa, Điêu khắc Việt Nam- Unesco-2011
- "Hà Nội tháng 12 năm 1946"- Triển lãm mỹ thuật toàn quốc 2010, Triển lãm toàn quốc đề tài "Chiến tranh cách mạng và lực lượng vũ trang nhân dân"
- "Múa dân tộc"- Triển lãm tranh "Nhịp điệu múa qua con mắt các họa sỹ Hà Nội"- 2010
- Tham gia triển lãm nghệ thuật Quốc tế giữa Đại học Mỹ thuật công nghiệp và Học viện Nghệ thuật Quảng Tây Trung Quốc, và nhiều triển lãm mỹ thuật của Việt Nam cũng như thế giới....

## Giải thưởng
- Kỷ niệm chương "Vì sự nghiệp văn học nghệ thuật Việt Nam" - Liên hiệp các hội văn học nghệ thuật Việt Nam (2007)
- Kỷ niệm chương "Vì sự nghiệp Mỹ thuật Thủ đô"- Hội Mỹ thuật Hà Nội (2014)
- Huy chương Vì sự nghiệp Mỹ thuật Việt Nam- 1999
- Huy chương Đồng - Triển lãm Mỹ thuật toàn quốc- 1990- "Tình mẹ"
- Giải thưởng Hội nghệ sĩ tạo hình Việt Nam- 1994- Ngành Hội họa
- Giải thưởng Triển lãm Mỹ thuật thủ đô 2004 - "Chiến lũy"
- Giải A Triển lãm Mỹ thuật Công nghiệp kỷ niệm 55 năm Thành lập trường
- Bằng chứng nhận của Liên hiệp các hội Unesco Việt Nam- 2010
- Tặng thưởng- Triển lãm Mỹ thuật Về đề tài Công nghiệp năm 2002
- Tặng thưởng- Triển lãm "Điện Biên Phủ qua các tác phẩm văn học nghệ thuật, báo chí"- 2004